# Charles Allen
Charles Allen (né le 3 mars 1977 à Georgetown, Guyana) est un athlète canadien, spécialiste du 110 m haies.
Né au Guyana, il émigre au Canada, d'abord à Brampton puis à Malton. Il participe toutefois aux Jeux olympiques de 2000 pour le Guyana.
Il porte son record du 110 m haies à 13 s 23 lors des Jeux de 2004, alors qu'il représente désormais le Canada.
Aux Jeux du Commonwealth de 2006 à Melbourne, Allen remporte une médaille de bronze avec l'équipe de relais canadienne du 4 x 100 m.